# Charlotte Ross
Charlotte Ross (21 de janeiro de 1968) é uma atriz americana, mais conhecida como membro do elenco de NYPD Blue entre 2001 e 2004.

## Inicio
Ross nasceu e foi criada em Winnetka. Sua primeira performance teatral foi aos 8 anos na peça My First Mouthpiece. Como uma mulher jovem, atuou em produções de teatro em sua cidade natal. Ela assistiu New Trier High School e depois se mudou para Los Angeles.

## Carreira
Ross apareceu em Days of Our Lives, como Eva Barão Donovan. Seu trabalho na novela levou a duas indicações ao Emmy. Seus créditos televisivos incluem também The Heights, The 5 Mrs. Buchanans, Drexell's Class, Married... with Children, Pauly, Law & Order, Trinity, Beggars and Choosers, Frasier, Jake in Progress, NYPD Blue, e Glee. Ela também co-estrelou em 2007 o filme Montana Sky. Ross também fez um pequeno papel em Drive Angry, ao lado de Nicolas Cage e Amber Heard.
No Outono de 2009, Ross foi convidada para estrelar com Gregg Henry uma TV Series dos EUA Glee como Russell e Fabray Judy, a mãe e o pai de Quinn Fabray.

## Vida pessoal
Em 2002, Ross apoiou a campanha da PETA anti-peles ao aparecer nua em anúncios intitulada "I'd Rather Show My Buns Than Wear Fur". Em 18 de outubro de 2003, Ross se casou com Michael Goldman e desde então tem dado à luz a um filho: Ross Maxwell Goldman (cujo nome combina o sobrenome do pai e de seu "último nome de solteira"). Ela mora em Los Angeles

## Ligaçoes externas
- Charlotte Ross. no IMDb.